# Recuentos de la vida
La expresión recuentos de la vida (en inglés: slice of life) es una frase que describe el uso del realismo mundano que representa las experiencias cotidianas en el arte y el entretenimiento.

## Teatro y cine
La expresión teatral se refiere a una representación naturalista de la vida real, a veces se usa como adjetivo, como en "un juego con 'la historia de vida' diálogo". El término se originó entre 1890 y 1895 como un calco de la frase francesa tranche de vie, acreditado al dramaturgo francés Jean Jullien (1854-1919).
Jullien introdujo el término poco después de una puesta en escena de su obra, La Serena, como señaló Wayne S. Turney en su ensayo, "Notas sobre el naturalismo en el teatro":
La serena fue presentada por el Théâtre Libre en 1887. Es un excelente ejemplo de rosserie, es decir, juega frente a personajes corruptos, bancarrota moral que parecen ser respetables, "sonrían, sonrían, malditos villanos..." Jullien nos dio la famosa definición de naturalismo en su apotegma El Living Theatre (1892): "Una obra teatral es un fragmento de la vida que se puso en escena con el arte." Continúa diciendo que "...nuestro propósito no es crear risa, sino pensamiento". En su opinión, la historia de una obra teatral no termina con la caída del telón, dice que es "sólo una interrupción arbitraria de la acción que deja al espectador libre de especular acerca de lo que sucede más allá..."
Durante la década de 1950, la frase tenía uso crítico común en las revisiones de los dramas de televisión en vivo, sobre todo teleplays de James Pinckney Miller, Paddy Chayefsky y Reginald Rose. En ese momento, a veces se utiliza como sinónimo de la peyorativa "kitchen sink realism" adoptado de películas británicas y teatro.

## Literatura
La expresión literaria se refiere a una técnica narrativa que presenta una muestra aparentemente arbitraria de la vida de un personaje, que a menudo carece de una trama coherente, conflicto, o final. La historia puede tener poco progreso de la trama y poco desarrollo de los personajes, y con frecuencia no tiene exposición, conflicto o desenlace, con un final abierto.

## Ficción japonesa
En el anime y manga, "recuentos de la vida" es un género que a menudo se asemeja al melodrama adolescente, además de utilizar las técnicas narrativas recuento de la vida. Otro rasgo común en los mangas de recuentos de la vida es su énfasis en la estacionalidad o procedimientos.

## Animación
En las series de animación se suelen utilizar varios enfoques hacia los recuentos de vida. El espacio que rodea a los personajes suele ser una ciudad en los suburbios con modalidades corrientes y acostumbradas al entorno que rodea al espectador, sin incluir tramas sobrenaturales y extraordinarias. Tales ejemplos como Doug, The Casagrandes, Los Vecinos Green, Pig Goat Banana Cricket, Sanjay y Craig, ¡Oye, Arnold!, Daria, King of the Hill, As Told by Ginger, Clarence, Ed, Edd y Eddy, Family Guy, Los Simpson, Bob's Burgers, BoJack Horseman, The Loud House y Mission Hill son animaciones basadas en lo cotidiano de la vida, muchas de ellas tienen un seguimiento lineal y un desarrollo de personajes a lo largo de la serie.